# Temnora marginata
Temnora marginata là một loài bướm đêm thuộc họ Sphingidae. Loài này có ở Savanna và woodland phía đông và phía nam châu Phi.
Chiều dài cánh trước khoảng 21–23 mm. 

## Phân loài
- Temnora marginata marginata
- Temnora marginata comorana Rothschild & Jordan, 1903 (quần đảo Comoro)